# Pieśń przekomponowana
Pieśń przekomponowana (niem. durchkomponiertes Lied) – typ pieśni, w której strofy cechują się odmiennym opracowaniem muzycznym, dostosowanym do treści utworu.

## Historia
Budowę przekomponowaną przyjmują niektóre renesansowe włoskie madrygały. W okresie klasycyzmu forma przekomponowana zaczęła być stosowana w pieśniach solowych z akompaniamentem fortepianu, wypierając formę pieśni zwrotkowej, co zachodziło dalej w okresie romantyzmu.
Pieśni przekomponowane tworzyli m.in. Franz Schubert, Carl Loewe, Hugo Wolf i Karol Szymanowski. W XIX-wiecznej muzyce rosyjskiej pieśni przekomponowane i wariacyjne nazywano romansami.
Johann Wolfgang von Goethe kwestionował formę przekomponowaną, jako „zainteresowanie szczegółami”, faworyzując pieśni zwrotkowe, w których – jego zdaniem – jedność treści i melodii miała nadawać im wartość poetycką.

## Forma
W pieśni przekomponowanej występuje zależność wyrazowa między tekstem a muzyką, polegająca na podporządkowaniu muzyki walorom wyrazowym tekstu (w odróżnieniu od zależności formalnej, podporządkowującej muzykę konstrukcji tekstu). Pieśń przekomponowana może łączyć się z formą pieśni wariacyjnej.
Formę przekomponowaną mogą przyjmować m.in. pieśni z tekstami o budowie stychicznej oraz pieśni z krótkimi tekstami np. składającymi się z dwóch strof (pieśń o budowie AB) lub takimi, w przypadku których nie można mówić o budowie zwrotkowej.